# 573 Recha
573 Recha је астероид главног астероидног појаса са пречником од приближно 48,00 km.
Афел астероида је на удаљености од 3,368 астрономских јединица (АЈ) од Сунца, а перихел на 2,662 АЈ.
Ексцентрицитет орбите износи 0,117, инклинација (нагиб) орбите у односу на раван еклиптике 9,841 степени, а орбитални период износи 1912,351 дана (5,235 година).
Апсолутна магнитуда астероида је 9,60 а геометријски албедо 0,110.
Астероид је откривен 19. септембра 1905. године.